# 玉卿嫂 (電影)
《玉卿嫂》是1984年臺灣愛情片，改編自白先勇1960年的同名小說，由張毅執導、編劇。影片講述了一段抗日戰爭時期發生在廣西桂林的悲慘愛情故事。影片最初上映時被行政院新聞局刪掉了4分鐘（包括性愛鏡頭），完整版到2012年才在台北電影節放映。

## 獎項
| 大獎         | 獎項         | 名稱           | 結果 |
| ------------ | ------------ | -------------- | ---- |
| 第21屆金馬獎 | 最佳原著音樂 | 張弘毅         | 獲獎 |
| 第21屆金馬獎 | 最佳童星     | 林鼎峯         | 獲獎 |
| 第21屆金馬獎 | 最佳錄音     | 王榮芳         | 獲獎 |
| 第21屆金馬獎 | 最佳劇情片   |                | 提名 |
| 第21屆金馬獎 | 最佳導演     | 張毅           | 提名 |
| 第21屆金馬獎 | 最佳改編劇本 | 張毅           | 提名 |
| 第21屆金馬獎 | 最佳美術設計 | 王俠軍、鄒志良 | 提名 |

## 外部連結
- 開眼電影網上《玉卿嫂》的資料（繁體中文）
- 时光网上《玉卿嫂》的資料（简体中文）
- 豆瓣电影上《玉卿嫂》的資料 （简体中文）
- 互联网电影数据库（IMDb）上《玉卿嫂》的资料（英文）